# 科茨沃尔德

科茲窩（英語：Cotswolds，/ˈkɒtswoʊldz/ KOTS-wohldz 或/-wəldz/ -⁠wəldz），又譯「科茨沃爾德」，是英格蘭中南至西南部一個地區。這個地區包含科茲窩山丘陵地區，南起泰晤士河上游的草甸，北達塞文河河谷和伊夫舍姆谷（Evesham Vale）之上稱為「科茲窩崖」（Cotswold Edge）的斷崖。科茲窩地區以英國罕有的侏儸紀石灰基岩草原棲息地著名，當地人大量開採這種金黃色的「科茲窩石」來建屋造橋，也因此，詩情畫意的科茲窩石村落和充滿英國氣氛的田園風光是科茲窩地區的一大特色。
科茲窩於1966年被確立為法定特殊自然美景區（Areas of Outstanding Natural Beauty，簡稱AONB），且是目前面積最大的一個，達2,040平方公里。科茲窩在地理上涵蓋六郡（格洛斯特郡、牛津郡、薩默塞特郡、沃里克郡、威爾特郡、伍斯特郡），但並不是一個行政分區。

## 涵蓋區域
- 格洛斯特郡
- 牛津郡
- 薩默塞特郡
- 沃里克郡
- 威爾特郡
- 伍斯特郡

## 簡介

### 背景
本區歷史十分悠久，在中古時期已經因羊毛相關的商業活動而發展，在此也曾出過不少名人。不過其雖然知名，卻不是正式的行政區，亦不存在「郡」的稱號。此地僅是地區名稱，因此沒有無確實邊界範圍。
此地保有歷代建築，具有傳统風格，並具有濃厚的英國小鎮風味。在20世紀此地的英國風味也致使旅遊業興旺，許多旅客是來自於日本與香港等地。

### 地理及交通
科茲窩位於牛津之西、埃文河畔斯特拉特福之南。在此地出產一種名為「科茲窩石」（Cotswold stone）的礦石，這是一種黃色石灰岩成分的產物。
一般前往此地，若搭乘火車可到部份大鎮，再轉乘巴士進入。亦可透過M4、M5或A40幹線公路再行轉入。從英國其他地區可乘長途旅遊巴士前往大鎮，之後再轉乘巴士。來往各鎮要乘巴士或租車，通常一日不夠時間遊覽，可由牛津出發可到一個景點遊玩半天。

### 名勝景點
當地有許多值得參觀的名勝景點，這些觀光重點地區分佈佈在不同小鎮，包含「切爾滕納姆」、埃文河畔斯特拉特福、「Stout」、「伯福德與巴斯等地。其中觀光客參訪的熱門地點有：
- 《哈利波特》取景地點：格洛斯特座堂（Gloucester Cathedral）
- 澈亭咸美術博物館（Cheltenham Art Gallery & Museum）
- 西倫澈斯打鎮碧百利鱒魚場（Cirencester Bibury Trout Farm） ：可見「彩虹鱒魚」（Rainbow Trout）
- 平斯域鎮古古典洛可可風花園（Painswick Rococo Garden）
- 「羅馬風呂浴場」（Roman Baths）
- 擁有2200種玫瑰的「馬美士百利鎮亞比屋花園」（Malmesbury Abbey House Gardens）
- 不同城鎮幾乎每個月都有專屬特別活動，像是中古古裝騎士、花展、空軍表演、追芝士等。

## 知名人物
屬於英格蘭心臟地區的科茲窩，知名的原因除了風景優美之外，也因有不少知名人物和此地有密切關連，其中包含了：
- 知名童話作家碧雅翠絲·波特:格洛斯特（Gloucester）
- 名作家簡·奧斯丁：巴斯（Bath）
- 前首相溫斯頓·邱吉爾：Oxfordshire Woodstock
- 音樂家 古斯塔夫·霍爾斯特：Cheltenham Pittville
- 藝術家 威廉·莫里斯：靠近Lechlade的Kelmscott Manor